# Zbigniew Woźniak (Maler, 1959)
Zbigniew Woźniak (* 1959 in Świdnik) ist ein polnischer Maler.

## Leben
Woźniak ist Absolvent eines kunstorientierten Lyceums in Lublin. Nach dem dortigen Abschluss studierte er Innenarchitektur und Malerei an der Akademie der Bildenden Künste in Krakau. Seinen Diplomabschluss erlangte er unter Jan Szancenbach im Jahr 1984. Seit 1985 ist er Forschungs- und Lehrbeauftragter an der Philosophischen Fakultät der Maria-Curie-Skłodowska-Universität in Lublin, derzeit als Assistenzprofessor im Atelier für Malerei bei Walenty Wróblewski. Dort leitet Woźniak Kurse im Zeichnen und Malen. Im Jahr 2012 hatte er sich habilitiert.
Seine Werke wurden in rund 20 Einzelausstellungen sowie bei über 30 Gruppenausstellungen und Wettbewerben in Polen und im Ausland gezeigt. In Polen präsentierten u. a. Zweigstellen des staatlichen Ausstellungsorganisation CBWA (Centralne Biuro Wystaw Artystycznych) und das Nationalmuseum in Lublin seine Bilder. Der Künstler ist Gewinner verschiedener Preise und Auszeichnungen. Werke von ihm befinden sich u. a. in den Sammlungen des Lubliner Nationalmuseums, des Bezirksmuseums von Biała Podlaska (Muzeum Okręgowe w Białej Podlaskiej) und der Stiftung Galerie der Provinz Lublin (Fundacja Galeria na Prowincji w Lublinie).

## Werk
Woźniak beschäftigt sich mit Malerei, Zeichnung und Grafik. Sein Schwerpunkt ist die Malerei mit Öl auf Leinwand; er malte zunächst klassische Stillleben, die dem Realismus zuzuordnen sind. Die Gemälde sind Kompositionen bestehend aus Gemüse, Obst oder Laub, Alltagsgegenständen - Geschirr und Küchenutensilien wie Töpfe oder Pfannen, Behältnisse wie Milchkannen, Dosen, Tüten oder Flaschen - die oft auf Regalen an der Wand zusammengestellt sind. Seine Bilder sind häufig als „Stillleben“ oder „Komposition“ betitelt. 
Daneben schafft er in jüngerer Zeit auch Bilder, die metaphysische Themen aufzugreifen scheinen. Der Künstler scheint meist positive Emotionen im Kontext des Alltäglichen veranschaulichen zu wollen, Menschen auf der Suche nach Perfektion oder der Nähe zu Gott zu helfen. Seine Bilder strahlen eine mystische Atmosphäre aus, die sich in einer asketischen, eindrücklichen Form ausdrückt. Woźniak tritt in diesen Werken in einen Dialog mit der Malerei alter Meister, mit der Tradition der Kunst, ihrer Sprache und Form und drückt damit die Sehnsucht eines zeitgenössischen Malers nach der Darstellung des vollkommenen Ideals humanistischer Werte aus.
Für Woźniak ist:

„... das Heilige das Ergebnis einer künstlerischen religiösen Erfahrung, der mystischen Bedeutung des Werks, seines metaphysischen Plans und kein Gegenstand mit Kultzwecken.“

Zur Intention:

„... Ich habe meine Welt immer in der Kategorie eines Bildes gefunden, und sehr oft - als Wunsch, alles in einem Bild widerzuspiegeln. ... Die Auseinandersetzung, die ich mit Kunst und Realität führe, findet in der Perspektive der Intuition und der Formulierung eines Bildes statt, sie ist weit davon entfernt, durch Worte, Theorien, künstlerische Aussagen oder Handlungen ausgedrückt zu werden.“